# Jordbävningen i Skåne 2008
Jordbävningen i Skåne var en jordbävning som drabbade södra Sverige den 16 december 2008 omkring klockan 06:22 svensk tid, med epicentrum 1 km nordväst om Blentarp och på cirka 12 km djup. Dess magnitud på den logaritmiska momentmagnitudskalan uppgavs vara mellan 4,2 (USA) och 4,9 (Tyskland). Det franska institutet CSEM fastställde senare magnituden till 4,3. Skalvet kändes, förutom i Skåne, i bland annat Boråstrakten, Småland, Blekinge, Halland, Köpenhamn, Roskilde, Odense, Bornholm samt i de tre tyska förbundsländerna Mecklenburg-Vorpommern, Schleswig-Holstein och Brandenburg ner till trakten av Berlin, samt även i nordvästra Polen kring Szczecin.

## Skalvets omfattning
Kraftiga jordskalv är mycket ovanliga i Sverige, som vilar på tjock och kall jordskorpa och ligger långt ifrån närmaste plattgräns. Jordbävningen skall ha orsakats av rörelser i jordskorpan i den så kallade Tornquistzonen – ett två till fem mil brett stråk av sprickor och förkastningar i berggrunden som löper tvärs igenom Skåne.
Många flydde till sina källare efter att ha väckts av att deras bostäder och sovrum skakade. Larmtelefonerna hos polisen i Skåne gick varma. Turning Torso i Malmö, Skånes högsta byggnad med sina 190 meter, började enligt Aftonbladet och flera vittnen att svaja rejält; byggnaden skall tåla skalv så kraftiga som 7 på momentmagnitudskalan.
Skalvet uppmätte enligt Europas seismologiska instituts, Centre Sismologique Euro-Méditerranéen, preliminära mätning 4,8 på Richterskalan och skulle således ha varit det starkaste i Skandinavien sedan 1904. Då skakades hela södra Skandinavien av det så kallade Oslofjordskalvet 1904, som framför allt drabbade Bohuslän och sydöstra Norge.

## Skador
Länsstyrelsen i Skåne län kallade in sin krisledningsorganisation för att se över eventuella skador efter den kraftiga jordbävningen, men inga allvarliga person- eller egendomsskador rapporterades, trots att flera personer sökte sig till sjukhus i Skåne under tisdagen. På Öresundsbron mellan Sverige och Danmark genomfördes en utredning där man letade efter sprickor och andra problem från följderna av vibrationerna. Bron blev dock inte avstängd för trafik och tågen fortsatte att gå som vanligt. I åtminstone två kyrkor, Everlövs kyrka och Blentarps kyrka, båda från 1100-talet, sprack väggar och valv.
Många upplevde ljud vid skalvet, vilket inte är ovanligt när vågorna som jordskalvet alstrar många kilometer långt ner i jorden når jordytan.